# 熱場の量子論
理論物理学では、熱場の量子論(thermal quantum field theory)、あるいは、有限温度の場の理論(finite temperature field theory)は、有限温度での量子場理論の物理的観測量の期待値を計算する一連の方法である。
松原の定式化(Matsubara formalism)では、（フェリックス・ブロッホ(Felix Bloch)によれば）基本的考え方は、熱アンサンブルの中の作用素の期待値は、
{\displaystyle \langle A\rangle ={\frac {{\mbox{Tr}}\,[\exp(-\beta H)A]}{{\mbox{Tr}}\,[\exp(-\beta H)]}}}
により通常の量子場理論の期待値として記述することができる。ここに、構成は、虚時間 {\displaystyle \tau =-it(0\leq \tau \leq \beta )} により発展する。従って、ユークリッド計量を持つ時空へ切り替えることができる。ユークリッド計量を持つ時空の上では、（自然単位系を {\displaystyle \hbar =1} を前提として）周期 {\displaystyle \beta =1/(kT)} を持つユークリッド時間発展方向に関して、トレース (Tr) がボゾニックな場は周期的であり、フェルミオニックな場は反周期的であることを要求する。そこでは、コンパクトなユークリッド時間を持つ経路積分やファインマン図のような通常の量子場の理論として、同じツールを使い計算を実行することができる。正規順序の定義を変更する必要があることに注意する。運動量空間では、このために、連続周期が離散的な虚周期（松原周期） {\displaystyle v_{n}=n/\beta } へ置き換り、ド・ブロイ関係式を通して、離散化された熱エネルギースペクトル {\displaystyle E_{n}=nKT} へ置き換わる。このことが、有限温度での量子場の振る舞いの研究に有益なツールであることを示している
。
この考え方は、ゲージ不変性を持つ理論へと一般化されていて、ヤン・ミルズ理論の非閉じ込め相転移を解明するための中心的なツールとなっている。このユークリッド的な場の理論では、実時間の観測量を、解析接続することにより、回復することが可能である。
架空の虚時間を使うもうひとつの使い方は、2-形式に表すことができる実時間定式化を使うことである。実時間の定式化への経路順序のアプローチは、ケルディッシュ形式(Schwinger-Keldysh formalism)であり、より現代的な変形である。後者は、大きな負の実時間 {\displaystyle t_{f}} へ行き、{\displaystyle t_{i}-i\beta } へ戻ることにより、初期実時間（大きな負の値） {\displaystyle t_{i}} を {\displaystyle t_{i}-i\beta } へ変換して、まっすぐな時間積分路に置き換えることを意味する。実際、実時間軸にそって、終点 {\displaystyle t_{i}-i\beta } へ向かう経路として積分路をとることの重要性が小さくなることが、必要なことのすべてである。結果としての複素積分路の区分合成は、場が二重化され、より込み入ったファイマン規則となるが、虚時間の定式化の解析接続の必要性はなくなる。実時間のアプローチのもうひとつは、熱場の力学として知られる、ボゴリューボフ変換を用いた作用素を基礎とするアプローチである。ファインマン図や摂動論と同様に、分散関係式やクツォスキー規則(Cutkosky rules)の有限温度での類似のような他のテクニックも、実時間定式化の中で使われる。
数理物理学で興味の持たれているもうひとつのアプローチは、KMS状態とともに機能させることである。

## 参照項目
- 松原周波数(Matsubara frequency)